# Diana Pérez Custodio
Diana Pérez Custodio (Algeciras, Cádiz, 6 de diciembre de 1970) es una compositora y docente española, doctora en Comunicación Audiovisual.

## Biografía
Comenzó los estudios musicales en su ciudad natal a la edad de 9 años. Posteriormente cursó estudios oficiales en el Conservatorio Superior de Música de Málaga  y en el de Granada, obteniendo los Títulos Superiores de Solfeo, Piano, Música de Cámara y Composición. Es Doctora en Comunicación Audiovisual por la  Universidad de Málaga desde el año 2003. Entre sus profesores de composición destacan Gabriel Brncic y Francisco González Pastor; asimismo, ha recibido consejo de, entre otros, Luca Francesconi, Jesús Villa-Rojo, Mauricio Kagel, Claudio Zulián o Helmut Lachenmann.
En cuanto a su faceta docente, fue profesora Pianista Acompañante por oposición en el Conservatorio Superior de Música de Málaga desde el año 1990 hasta el 2000, donde además impartió durante tres años la asignatura de Acústica Musical y Organología, y coordinó durante cinco el Laboratorio de Música Electroacústica e Informática Musical. Ha trabajado como Profesora Asociada en el Departamento de Comunicación Audiovisual y Publicidad de la Universidad de Málaga desde el año 2000 al 2004, y ocupó una cátedra de Composición en el Conservatorio Superior de Música de Málaga desde 2005 hasta 2020.
En el terreno artístico, y tras un breve periodo de actividad concertística orientada a la música de cámara, se entrega de lleno a la composición poniendo especial interés en la voz humana, las nuevas tecnologías y la mezcla entre distintas artes.
Como compositora, ha recibido encargos del CDMC, Radio Clásica, la Junta de Andalucía, la UIMP, el Parlamento Andaluz, el Centro Gallego de Arte Contemporáneo y el Centro Andaluz de Arte Contemporáneo, además de numerosos grupos y solistas como Esperanza Abad, Jean Pierre Dupuy, Trino Zurita, Alicia Molina, Ana Häsler, Santiago Martínez-Abad, Fukio Ensemble, el Trío Zukan, Sinoidal Ensemble, el Trío Arbós o la Ensemble NeoArs. Entre las orquestas que han interpretado su producción sinfónica se encuentran la Real Orquesta Sinfónica de Sevilla, la Sinfónica de Bilbao, la Filarmónica de Málaga o la Sinfónica de Córdoba. Sus obras han sido difundidas en diversos Ciclos y Festivales Internacionales, entre los que se encuentran el Festival Internacional des Musiques et Créations Electroniques de Bourges y el Festival Aujourd´hui Musiques de Perpignan en Francia, el Festival Internacional de Música y Danza de Granada, el Festival de Música Española de Cádiz, el Festival Música Viva en Portugal, el Circuito Electrovisiones en México, el Festival Internacional de Música Contemporánea de Alicante, el Festival Internacional de Música Electroacústica “Primavera en la Habana” en Cuba y el Festival Internacional de Música de Santa Catarina en Brasil.
Entre 2003 y 2007 estrenó y publicó una trilogía de óperas experimentales: Taxi, Fonía y Renacimiento. Asimismo, se interesa por la utilización de la electrónica en vivo en algunos de sus espectáculos de gran formato como 12 piedras. Ritual o 4 ostinati amorosi. Habitualmente colabora con otras disciplinas artísticas como vídeo, danza o pintura, creando experiencias de corte multidisciplinar e inmersivo como por ejemplo Tarot, a partir de la serie de pinturas del mismo nombre del artista Pepe Miñarro. En octubre de 2023 estrena su cuarta ópera, metAMORfosis, con la que inaugura un nuevo concepto: la ópera de pasarela; en noviembre de 2024 estrena la quinta, Bóveda. Ópera de planetario, con vídeos de Ana Sedeño y que sólo puede acontecer bajo la cúpula de un planetario.
Fue la primera persona en componer una pieza específicamente concebida para SIMMO (Simulación de Movimiento Musical), el dispositivo creado por Joseba Andoni Aramayo en 2006. El estreno de esta obra, Credo quia impossibile: Mashup 05, tuvo lugar el 21 de septiembre de 2017 en el Museo Guggenheim de Bilbao de la mano de la Orquesta Sinfónica de dicha ciudad.
Como investigadora reparte su atención entre las nuevas formas de expresión artística y el flamenco. Entre sus publicaciones, además de diversos capítulos de libro y artículos en revistas especializadas y varias partituras, se encuentra su tesis doctoral Comunicación y cultura, entre lo local y lo global: la obra de Paco de Lucía como caso de estudio (en formato CD-ROM) y el libro Paco de Lucía. La evolución del flamenco a través de sus rumbas. Asimismo, ha dirigido o codirigido nueve tesis doctorales hasta 2024.
Actualmente es Catedrática de Composición en el Conservatorio Superior de Música de Castilla y León, en Salamanca. También es profesora en el Máster de Patrimonio Musical de la UNIA desde 2015 y compositora residente del Centro de Divulgación Musical del Mediterráneo desde 2013, impartiendo de forma habitual seminarios y talleres en universidades, conservatorios y centros de arte de diversos países desde 2011.

## Música

### Estilo musical
música contemporánea / música escénica/ música experimental / electroacústica / electrónica en vivo

### Catálogo de obras
Listado de obras disponible en catálogos y en la propia web de la compositora:
| Título                                                                  | Año  | Instrumentación |
| ----------------------------------------------------------------------- | ---- | --- |
| Hebras del agua                                                         | 2025 | Para quinteto de metales |
| Las moradas o el tablao interior                                        | 2025 | Para cantaora (mujer voz), bailaora (mujer cuerpo), palmera (mujer percusión) y cinta                                                         |
| Motetes interruptus. Velada en 13                                       | 2025 | Para cantante, performer y cinta |
| Fruir                                                                   | 2025 | Para ensemble de clarinetes |
| Jardín vertical de planetas enanos en cinco estratos                    | 2025 | Para orquesta |
| Who needs a heart when a heart can be broken?                           | 2024 | Para viola |
| Cerrar los ojos para ver 04: Sin título. Gouache sobre cartulina (1956) | 2024 | Para cuarteto de saxofones y cinta |
| De mulierum natura                                                      | 2024 | Para coro femenino de 12 voces o más |
| Bóveda. Ópera de Planetario                                             | 2024 | Para 12 cantantes, lira, pequeña percusión y cinta                                                                                            |
| Malac                                                                   | 2023 | Para percusión y cinta |
| Obertura e Intermezzo                                                   | 2023 | Para soprano y copas |
| Frau mit mandoline: Palindrom                                           | 2023 | Para mandolina |
| Via crucis para Zorrilla                                                | 2023 | Para bardo y 2 intérpretes auxiliares |
| 5 estados extremos                                                      | 2023 | Para 1, 2 o 3 seres humanos y cinta |
| A pulmón                                                                | 2023 | Para C2 marimba y cinta |
| Yincana                                                                 | 2022 | Para una cantante que también toque las castañuelas y cinta                                                                                   |
| Autoayuda                                                               | 2022 | Para voz sola |
| Cerrar los ojos para ver 03: Sin título (Negro sobre gris)              | 2022 | Para quinteto de metales y cinta |
| Invernadero                                                             | 2022 | Para cuarteto de saxofones y cinta |
| Cerrar los ojos para ver 02: El arce                                    | 2022 | Para 2 guitarras |
| Canción desalojada                                                      | 2022 | Para 3 instrumentos de viento madera y violonchelo                                                                                            |
| GeorginAna                                                              | 2022 | Para voz y cinta |
| Y tú, ¿con qué sueñas? 01. Flamenco                                     | 2021 | Para 3 mujeres (intérprete de cualquier instrumento melódico, percusionista y bailarina) y cinta                                              |
| Yo soy diferente, ¿y qué?¿Tú no?                                        | 2021 | Para compositor/a electroacústico/a |
| Trop de femmes?                                                         | 2021 | Para 3 seres humanos y cinta |
| Ofrenda                                                                 | 2021 | Para bardo y un número indeterminado de intérpretes                                                                                           |
| Cerrar los ojos para ver 01: Luz de luna                                | 2021 | Para cuarteto de laúdes |
| Piranesi                                                                | 2021 | Para violín y piano |
| Neue Freuden                                                            | 2021 | Para órgano |
| Plata líquida-Mercurio                                                  | 2021 | Para piano |
| metAMORfosis                                                            | 2021 | Para 2 sopranos, mezzosoprano, contratenos, barítono, bajo, flauta de pico sopranino, clarinete bajo en sib, trombón bajo y cinta             |
| Letanía                                                                 | 2021 | Para marimba y cinta |
| Inmersión                                                               | 2020 | Para ser humano sonoro y agua. Indeterminado                                                                                                  |
| Un mundo sin bocas y con olor a desinfectante                           | 2020 | Para violoncello y cinta |
| Como cuando éramos niños                                                | 2020 | Para cinta |
| Gurnarkurkarkar                                                         | 2020 | Para bailarina, flautista de pico, violinista, palmera y cinta                                                                                |
| Retablo en oscuro                                                       | 2020 | Para cinta con violonchelo solo opcional en vivo o cualquier instrumento solo de cuerda frotada o viento madera opcional en vivo              |
| Nana para dormir a una personita                                        | 2020 | Para 2 guitarras |
| Memento mori (Tríptico ecuménico)                                       | 2020 | Para 5 o más seres humanos |
| La nave                                                                 | 2020 | Para soprano, piano y grabación |
| Otra pregunta sin respuesta                                             | 2019 | Para saxofón soprano en Sib, clarinete contrabajo en Sib y violín                                                                             |
| Ostinati guerrieri et amorosi                                           | 2019 | Para banda |
| Entredós                                                                | 2019 | Para cinta sola |
| Vertex                                                                  | 2019 | Para cuarteto de saxofones |
| Play again                                                              | 2019 | Para piano y cinta |
| Tiempo                                                                  | 2019 | Para voz sola de mujer |
| Tarot                                                                   | 2019 | Para 3 cantantes femeninas, 1 performer, vídeo y electroacústica                                                                              |
| Mashup 07: Piedras en los zapatos                                       | 2019 | Grabación con acompañamiento opcional de música en vivo                                                                                       |
| Puentes ópticos de verde                                                | 2019 | Para orquesta de guitarras |
| Cuerpos                                                                 | 2019 | Para Saxofón alto y guitarra |
| Las pasiones del alma                                                   | 2019 | Para dúo de seres humanos sonoros |
| Despedida                                                               | 2019 | Para clarinete contrabajo y cinta |
| Querido Gabriel:                                                        | 2018 | Para cinta sola |
| Prozaj                                                                  | 2018 | Para flauta, piano y cinta |
| De profundis                                                            | 2018 | Para clarinete contrabajo y octeto de contrabajos                                                                                             |
| Archipiélago interior                                                   | 2018 | Para violín, violonchelo y piano |
| Jekyll&Hyde. Versión 4                                                  | 2018 | Para instrumento de viento agudo, instrumento de viento grave y performer                                                                     |
| Sublimación primera                                                     | 2018 | Para quinteto de viento |
| Aljibe                                                                  | 2018 | Para violín y arpa |
| Mashup 06: 3 Brain Loops                                                | 2017 | Cinta para danza |
| Jekyll & Hyde. Versión 3                                                | 2017 | Para clarinetista (clarinete soprano en Sib y clarinete bajo en Sib)                                                                          |
| Credo quia impossibile: Mashup 05                                       | 2017 | Para trompa en Fa, trompeta en Sib, trombón bajo, tuba, bombo, arpa, 8 violines, 3 violas, 2 violonchelos y contrabajo                        |
| Mi ventana 02                                                           | 2017 | Para flauta en Sol procesada y grabación |
| 5 Estudios breves de séptimas                                           | 2017 | Para flauta de pico tenor |
| ¡Viva la vida!                                                          | 2017 | Para 2 percusionistas y 2 pianos |
| 4 temperamentos.zip                                                     | 2017 | Para 10 objetos metálicos y electrónica |
| Via crucis para Frida                                                   | 2017 | Para Bardo y 2 intérpretes auxiliares |
| 12 Sabores. Ritual                                                      | 2016 | Para Mujer 1 (cantante), Mujer 2 (guitarrista eléctrica), actor y cinta                                                                       |
| Mashup 04: Como un grafiti                                              | 2016 | Para saxofón soprano y cinta |
| Tres imanes de nevera                                                   | 2016 | Para flauta de pico sopranino y cinta |
| OSTINATO RAP 02                                                         | 2016 | Para voz y piano |
| Semillas para cultivar la alegría. 02.Chacona                           | 2016 | Para cuarteto de cuerda |
| Cronodanza                                                              | 2016 | Para cinta para vídeo |
| Mirar con las entrañas                                                  | 2016 | Para coro de seres humanos con voz propia |
| Dancing holes                                                           | 2016 | Para 2 performers y música pregrabada |
| Building                                                                | 2015 | Cinta para vídeo |
| Compra mi silencio                                                      | 2015 | Electroacústica cuadrafónica |
| Semillas para cultivar la alegría. 01. Bergamasca                       | 2015 | Para orquesta de cuerdas e instrumentos adicionales ad libitum                                                                                |
| Quinteto para caminar soñando                                           | 2015 | Para guitarra y cuarteto de cuerdas |
| Fabricaca                                                               | 2015 | Cinta para teatro |
| ...ce que vivent les violettes...                                       | 2015 | Para orquesta a 2 |
| Via crucis para Jorge Rando                                             | 2015 | Para bardo y 2 intérpretes auxiliares |
| 4 temperamentos                                                         | 2015 | Para 10 cencerros y electrónica |
| Mi buena ventura                                                        | 2015 | Para soprano y 3 flautas de pico |
| Mashup 03: Ataud con cremayera                                          | 2015 | Grabación con acompañamiento opcional de música en vivo                                                                                       |
| ¿Quieta?                                                                | 2014 | Para voz recitada, trompa en Fa, 2 guitarras, piano y cuerdas                                                                                 |
| 4 miniaturas de Brocelianda                                             | 2014 | Para flauta de pico y guitarra con percusión opcional                                                                                         |
| The Voice of the Devil                                                  | 2014 | Para violín solo |
| Jekyll & Hyde. Versión 2                                                | 2014 | Para piccolo, saxofón bajo en sib y clown |
| 7 microsueños. Versión 2                                                | 2014 | Para instrumento de viento y piano |
| 1. Pánico                                                               | 2014 | Para ser humano y cinta |
| Dando vueltas                                                           | 2014 | Para uno, dos o más seres humanos |
| Viriditas                                                               | 2013 | Para voz sola |
| Tres golosinas mutantes                                                 | 2013 | Para guitarra |
| Travel-in                                                               | 2013 | Cinta para vídeo |
| Tres ventanas                                                           | 2013 | Para flauta de pico soprano Ganassi en do con doble cuerpo en 440 y 415 y voice flute en Re en 415 tocadas por una sola persona               |
| Dibújame tu vida                                                        | 2013 | Para ser humano sonoro |
| En sólo tres minutos                                                    | 2013 | Para clavecín, metrónomo digital y grabación                                                                                                  |
| Y ándese la gaita por el lugar                                          | 2013 | Para gaita, coro de niños, coro mixto, flautas, oboe, clarinetes, 2 fagotes, trompa en fa, acordeón, 2 violines, 2 violonchelos y contrabajo  |
| Tres procesos cicatrizantes                                             | 2013 | Para clarinete bajo en sib, clarinete contrabajo en sib y grabación                                                                           |
| Mashup 02: Taxi                                                         | 2013 | Grabación para ser espacializada |
| Mashup 01: Ensalada                                                     | 2013 | Grabación con acompañamiento opcional de música en vivo                                                                                       |
| Tres poemas líquidos                                                    | 2013 | Para flauta de pico y cinta |
| Paisaje en proceso                                                      | 2012 | Cinta para vídeo |
| Escalera a la luna                                                      | 2012 | Para soprano y orquesta de cuerda |
| 4 ostinati amorosi.zip                                                  | 2012 | Para bailarín, electrónica en vivo y cinta |
| 25 tonos humanos                                                        | 2012 | Cinta |
| Si me juzgan las Cortes de Amor                                         | 2012 | Para flauta Paetzold contrabajo en fa y grabación                                                                                             |
| Métagraphie, 1954                                                       | 2012 | Para contrabajo y grabación |
| Divina Commedia.zip                                                     | 2012 | Para piano y grabación |
| Sosteniendo tu mirada 03: Feeling's corner                              | 2012 | Para intérprete vocal o instrumental, pianista, vídeo y grabación                                                                             |
| La cueva de Noctiluca                                                   | 2011 | Para trombón bajo, vídeo y grabación |
| Cómicos                                                                 | 2011 | Cinta para teatro |
| Harmonía, hija de Afrodita                                              | 2011 | Cinta |
| La cordura sensible                                                     | 2011 | Cinta para vídeo |
| L'Orfeo.zip                                                             | 2011 | Para arpa y grabación |
| Sosteniendo tu mirada 02: Tras años de peregrinaje                      | 2011 | Para voz de mujer, piano, vídeo y grabación                                                                                                   |
| Cinderella one more time                                                | 2011 | Para viola a cuatro manos |
| Quinteto para el fin de los miedos                                      | 2011 | Para clarinete bajo en Sib y cuarteto de cuerdas                                                                                              |
| Sosteniendo tu mirada 01: Bárbara-Scarlatti                             | 2011 | Para piano, vídeo y grabación |
| 2 grutas                                                                | 2011 | Para piano a cuatro manos |
| Soplo                                                                   | 2010 | Para cuarteto de flautas traveseras |
| Pollock                                                                 | 2010 | Para cinta |
| Contracanto 02                                                          | 2010 | Para voz sola |
| Parpadear                                                               | 2010 | Para violonchelo y grabación |
| 3 bautismos                                                             | 2010 | Para cinta |
| Ciudad subterránea                                                      | 2010 | Para 3 clarinetes en Sib |
| Bis                                                                     | 2010 | Para voz con pequeña percusión opcional |
| El ángulo de la manzana                                                 | 2010 | Para violín, recitador (en vivo o pregrabado) y cinta                                                                                         |
| 4 ostinati amorosi                                                      | 2010 | Para bailarín, electrónica en vivo y cinta |
| OSTINATO RAP                                                            | 2010 | Para voz, violín, violonchelo y piano |
| 7 microsueños                                                           | 2010 | Para actriz y acordeón |
| Gana el pulso                                                           | 2010 | Para 20 intérpretes o más |
| 12 piedras. Ritual                                                      | 2009 | Para soprano, palmera, intérprete electrónica, electrónica en vivo y cinta                                                                    |
| 13 landays                                                              | 2009 | Para soprano y clarinete bajo |
| Mariposario                                                             | 2009 | Para guitarra y cinta |
| Juguetes del viento                                                     | 2009 | Para cinta |
| Sardinas en el espejo                                                   | 2009 | Para voz |
| Islas del silencio                                                      | 2009 | Para flauta en sol y marimba |
| La bella y la bestia                                                    | 2009 | Para viola y contrabajo |
| Cíclica                                                                 | 2009 | Para soprano y mezzosoprano |
| Lamento 1                                                               | 2009 | Para 5 sopranos, tiorba y orquesta de cuerda                                                                                                  |
| Canción dormida                                                         | 2009 | Para acordeón |
| Steak tártaro                                                           | 2009 | Para violonchelo y cinta |
| AZ                                                                      | 2008 | Cinta para vídeo |
| Las señoritas de Avignon dicen                                          | 2008 | Para quinteto de viento, quinteto de cuerda, piano y percusión                                                                                |
| El que no sueña no vive                                                 | 2008 | Para flauta, trompa, violín, violonchelo, piano y cinta                                                                                       |
| Nana                                                                    | 2008 | Para clarinete, saxofón tenor, violín, viola, piano y cinta                                                                                   |
| El lago durmiente                                                       | 2008 | Para orquesta |
| Etude aux chemins de voix                                               | 2008 | Para cinta |
| Viola d'amore                                                           | 2008 | Para viola y cinta |
| Las voces del día y las voces de la noche                               | 2008 | Para cuarteto vocal y piano |
| El nudo                                                                 | 2008 | Para voz y electrónica en vivo |
| El desatascador de sonidos                                              | 2007 | Improvisación colectiva opcional y cinta |
| Entre cuatro paredes                                                    | 2007 | Para flauta, clarinete, saxofón tenor, mandolina, violín, piano y cinta                                                                       |
| Canción de amor                                                         | 2007 | Para soprano y piano |
| Contracanto 01                                                          | 2007 | Para soprano y órgano |
| Porque la primavera no es un invento de los poetas                      | 2007 | Para violonchelo |
| De barro 2                                                              | 2007 | Para voz y cinta para vídeo |
| La mirada de Arcimboldo                                                 | 2007 | Para guitarra doble octavaba, guitarra octavada, guitarra y guitarra bajo                                                                     |
| Cansada de tantos silencios                                             | 2007 | Para arpa |
| Otaku                                                                   | 2007 | Cinta para vídeo |
| Cuando de nada sirve hablar                                             | 2007 | Para saxofón tenor y piano |
| Ametzak II (Sueños II)                                                  | 2006 | Para soprano, actriz, piano y cinta |
| Renacimiento                                                            | 2006 | Para soprano y cinta |
| Desesperanto 01                                                         | 2006 | Para actriz, guitarra y bandurria |
| Pop art                                                                 | 2006 | Para guitarra |
| 16 (Castillo de damas)                                                  | 2006 | Para orquesta a 2 |
| Cuento para dormir...;1...fatal;2...¿mejor?;3...sin remedio             | 2006 | Para clarinete bajo en si bemol y piano |
| 4 elementos en grado elemental y una coda a 4                           | 2006 | Para 4 flautas y piano |
| Hilo                                                                    | 2006 | Para orquesta a 2 |
| Por abrir acantilados                                                   | 2006 | Para clarinete bajo en si bemol y cinta |
| Jekyll & Hyde                                                           | 2006 | Para saxofonista (saxofón alto y saxofón barítono)                                                                                            |
| Petra                                                                   | 2006 | Para flauta, oboe, clarinete, fagot, percusión, 2 pianos, 2 guitarras, 2 violines, viola, violonchelo y contrabajo                            |
| Illumina oculos meos                                                    | 2006 | Para coro mixto a cuatro voces |
| Suite en miniatura "sol, la, si de muchos modos"                        | 2005 | Para flauta y piano |
| Como un bosque sin raíces                                               | 2005 | Para cinta |
| Sanar                                                                   | 2005 | Para soprano y gran orquesta |
| Resfrío fiebre                                                          | 2005 | Cinta para vídeo |
| XL                                                                      | 2004 | Para cinta |
| Fonía                                                                   | 2004 | Para cantante lírico, cantaor flamenco y cinta                                                                                                |
| Hebras del aire                                                         | 2003 | Para quinteto de viento |
| La nieve es negra                                                       | 2003 | Para cinta |
| Pulso                                                                   | 2003 | Cinta para instalación |
| Deciberio                                                               | 2003 | Cinta para vídeo |
| Frontera                                                                | 2003 | Para voz de mujer y piano |
| Taxi                                                                    | 2002 | Para soprano, bailarina, actor y cinta |
| No todo el mundo puede ser adorable                                     | 2002 | Para cinta |
| Contemplando Las señoritas de Avignon                                   | 2002 | Para flauta, viola y arpa |
| Sientonizar                                                             | 2001 | Para octeto vocal |
| Motor con vibráfono                                                     | 2001 | Para vibráfono y cinta |
| Para noia                                                               | 2000 | Para flauta, saxofón alto, percusión y cinta                                                                                                  |
| Con-sumo placer                                                         | 2000 | Para piano y cinta |
| Políptico                                                               | 2000 | Para soprano, violín, violonchelo, trombón bajo, tuba, percusión, bailarina-actriz y cinta                                                    |
| Jaqueca                                                                 | 1999 | Para cuarteto de flautas dulces y cinta |
| Llama                                                                   | 1999 | Para cinta |
| Panfleto jondo                                                          | 1999 | Para flauta, clarinete, saxofón alto, guitarra, piano y cinta                                                                                 |
| A flor de tierra                                                        | 1998 | Para 4 trompas |
| Cuatro súplicas                                                         | 1998 | Para flautista (piccolo, flauta de pico, flauta travesera en sol y flauta travesera)                                                          |
| Solsticio                                                               | 1998 | Para flauta, oboe, clarinete, fagot, trompa, trompeta en si bemol, trombón, tuba, marimba, piano, 2 violines, viola, violonchelo y contrabajo |
| Concierto para violonchelo y orquesta                                   | 1998 | Para violonchelo y orquesta |
| Anestesia                                                               | 1998 | Para cinta |
| Ahí está el público                                                     | 1998 | Para quinteto de metales |
| Verdinegro                                                              | 1998 | Para flauta, clarinete, guitarra, piano y cinta                                                                                               |
| Aspergiendo                                                             | 1997 | Para quinteto de viento y percusión |
| Parpadeo                                                                | 1997 | Para gran orquesta |
| El pavo real no sólo es azul                                            | 1997 | Para orquesta a 2 |
| Quien canta sus penas en-canta                                          | 1996 | Para voz y cinta |
| Tres círculos viciosos en un ojo de pez (Versión 2)                     | 1996 | Para voz de hombre y cinta |
| Forma no escogida                                                       | 1996 | Para orquesta a 2 |
| Marea                                                                   | 1996 | Para cuarteto de cuerdas |
| Nunc                                                                    | 1995 | Para flauta, clarinete bajo, bombardino, violín, soprano, tenor y piano                                                                       |
| Sonata                                                                  | 1995 | Para flauta y piano |
| Sonata                                                                  | 1995 | Para viola y piano |
| Ocho variaciones sobre un tema censurado                                | 1994 | Para piano |
| Chacona                                                                 | 1994 | Para piano |
| Tres círculos viciosos en un ojo de pez (Versión 1)                     | 1994 | Para soprano y cinta |
| A-kú                                                                    | 1994 | Para coro mixto a 4 voces |
| Sueños                                                                  | 1994 | Para soprano y piano |
| Dos miniaturas seriales serias y una coda improcedente                  | 1994 | Para piano |
| Lapsus                                                                  | 1994 | Para quinteto de viento |
| Suite                                                                   | 1993 | Para piano |
| Y atrás quedó...                                                        | 1993 | Para voz |
| De cómo abrir cerraduras                                                | 1993 | Para actor, voz, flauta, tuba y cinta |
| Espejos de junco                                                        | 1992 | Para clarinete y piano |
| Cinco vocales                                                           | 1992 | Para voz y piano |
| Mi ventana                                                              | 1991 | Para flauta y electrónica en vivo |

## Discografía
- Despedida (2019) PALOS DEL FLAMENCO-TRÁNSITO SONORO
- Subversión poética (2016) MÚSICA ELECTROACÚSTICA MALAGUEÑA-ACIM. Depósito Legal: MA-1769-2022
- Soplo (2010) ENSEMBLE DE FLAUTAS DE MÁLAGA-ACIM. Depósito Legal: MA-1352-2021
- Semillas para cultivar la alegría. 01. Bergamasca (2015) PROYECTO ORQUESTAL PROMÚSICA DE MÁLAGA-ACIM. Depósito Legal: MA-1258-2021
- Entredós (2019) DECONSTRUCCIÓN DE LA GUITARRA FLAMENCA. Depósito Legal: CO-1983-2019
- Sublimación primera (2018) 30 AÑOS ACSA. Depósito Legal: CO-1983-2019
- Aljibe (2018) LA ALHAMBRA INTERPRETADA. SONIDOS, IMÁGENES Y PALABRAS. Depósito Legal: GR-345/2019
- Ostinato Rap 02 (2016) THE LONDON MUSIC NIGTHS
- ...Ce que vivent les violettes... (2015) DOCUMENTOS SONOROS DEL PATRIMONIO MUSICAL DE ANDALUCÍA: ELLASXELLAS: 13 RETRATOS SONOROS. Depósito Legal: SE-1808-2016
- The voice of the devil (2014) DOCUMENTOS SONOROS DEL PATRIMONIO MUSICAL DE ANDALUCÍA: OBRAS PARA VIOLÍN. Depósito Legal: SE-1482-2016
- En sólo tres minutos (2013) DOCUMENTOS SONOROS DEL PATRIMONIO MUSICAL DE ANDALUCÍA: OBRAS PARA CLAVECIN. Depósito Legal: SE-1982-2014
- 25 tonos humanos (2012) AMEE 25. Asociación de Música Electroacústica de España
- Métagraphie, 1954 (2012) DOCUMENTOS SONOROS DEL PATRIMONIO MUSICAL DE ANDALUCÍA: OBRAS PARA CONTRABAJO. Depósito Legal: SE-2551-2013
- Harmonía, hija de Afrodita (2011) COLECCIÓN AMEE. VOLUMEN 03. Asociación de Música Electroacústica de España. Depósito Legal: M-43280-2011
- L'Orfeo.zip (2011) DOCUMENTOS SONOROS DEL PATRIMONIO MUSICAL DE ANDALUCÍA: OBRAS PARA ARPA. Depósito Legal: SE-4768-2012
- 3 bautismos (2010) COLECCIÓN AMEE. VOLUMEN 02. Asociación de Música Electroacústica de España. Depósito Legal: M-46608-2010
- Ostinato Rap (2010) DOCUMENTOS SONOROS DEL PATRIMONIO MUSICAL DE ANDALUCÍA: ESPARZAS, SUSURROS Y SUEÑOS.Depósito Legal: SE-8408-2011
- Mariposario (2009) HOMENAJE A MANUEL CASTILLO. Compositores Andaluces Contemporáneos. Depósito Legal: MA-200-2011
- Juguetes del viento (2009) COLECCIÓN AMEE. VOLUMEN 01. Asociación de Música Electroacústica de España. Depósito Legal: M-47290-2009
- Islas del silencio (2009) COMPOSITORAS: MUJERES QUE DAN LA NOTA. Depósito Legal: M-29133-2013
- Islas del silencio (2009) DOCUMENTOS SONOROS DEL PATRIMONIO MUSICAL DE ANDALUCÍA: FLAUTA Y MARIMBA. Depósito Legal: SE-8451-2010
- Nana (2008) HOMENAJE A EDUARDO OCÓN. Taller Experimental de Música de Málaga
- Etude aux chemins de voix (2008) MÚSICA CONCRETA 69 ANIVERSARIO. 2'49". Asociación de Música Electroacústica de España. Depósito Legal: M-52118-2008
- Contracanto 01 (2007) OBRAS PARA ÓRGANO Y CANTO. "TALLER DE MUJERES COMPOSITORAS". Depósito Legal: SE-6134-09
- Porque la primavera no es un invento de los poetas (2007) EL VIOLONCHELO A TRAVÉS DE 8 COMPOSITORES ANDALUCES. Depósito Legal: MA-874-2008
- De barro II (2007) HOMENAJE A JOSÉ VAL DEL OMAR SOBRE EL TRÍPTICO ELEMENTAL DE ESPAÑA. Depósito Legal: MA-958.2008
- Deciberio | Resfrío fiebre (Re-medio) | Otaku (2007) MINIATURAS 2. TALMA - LECSMM. Depósito Legal: MA-453-2007
- 16. Homenaje a Manuel Castillo (Castillo de Damas) (2006) HOMENAJE A MANUEL CASTILLO. EPITAFIO. CENTRO DE DOCUMENTACIÓN MUSICAL DE ANDALUCÍA. Depósito Legal: SE-5664-07
- Sanar (2005). HOMENAJE 11 M A TODAS LAS VÍCTIMAS DEL TERRORISMO. Depósito Legal: SE-5817-05
- Panfleto jondo (1999) MÚSICAS PARA PABLO PICASSO. XX Aniversario del Taller de Música Contemporánea de la Universidad de Málaga. Depósito Legal: MA-260-2005
- Cinco vocales (1992) COMPOSITORES ANDALUCES CONTEMPORANEOS. MÚSICA PARA VOZ. CENTRO DE DOCUMENTACIÓN MUSICAL DE ANDALUCÍA. Depósito Legal: MA-160-2008